# The Catalyst
"The Catalyst"는 미국의 록 밴드 린킨 파크의 노래이다. 2010년 8월 2일에 발매되었으며 4번째 정규 음반 A Thousand Suns의 첫 번째 싱글이다. 또한 《메달 오브 아너》와 《기동전사 건담 익스트림 버서스》에 수록된 곡이다.

## 배경
7월 8일, 마이크 시노다는 자신의 블로그를 통해 A Thousand Suns의 발매를 알리면서 첫 번째 싱글로 "The Catalyst"가 발매될 것이라고 알렸다. 이어 7월 9일부터 7월 25일동안에는 자신들의 마이스페이스를 통해 "Linkin Park, Featuring You"라는 이름의 리믹스 대회를 개최하였다. "The Catalyst"의 파트를 공개하고 팬들이 직접 자신의 목소리나 악기 등을 가미하는 리믹스로서 린킨 파크가 직접 선정하여 다음 음반에 수록된다고 알렸다.
7월 17일에는 음반의 자켓이 공개되었으며 이어 음반 발매 전, 유튜브와 마이스페이스를 통해서 3-40초 분량의 미리듣기를 제공하기도 하며 프로모션 활동을 하였다. 7월 30일에는 리믹스 대회의 우승자를 발표하였고 또한 《메달 오브 아너》의 사운드트랙으로 삽입된다고도 알렸다.
8월 2일, 음반의 첫 번째 싱글인 "The Catalyst"가 발매되었다.

## 수록곡
전체 작사·작곡: 린킨 파크
| #  | 제목             | 재생 시간 |
| -- | ---------------- | --------- |
| 1. | 〈The Catalyst〉 | 5:42      |

| #             | 제목                  | 재생 시간 |
| ------------- | --------------------- | --------- |
| 1.            | 〈The Catalyst〉      | 5:44      |
| 2.            | 〈New Divide〉 (Live) | 4:54      |
| 총 재생 시간: | 총 재생 시간:         | 10:39     |